# Sankt Arnual

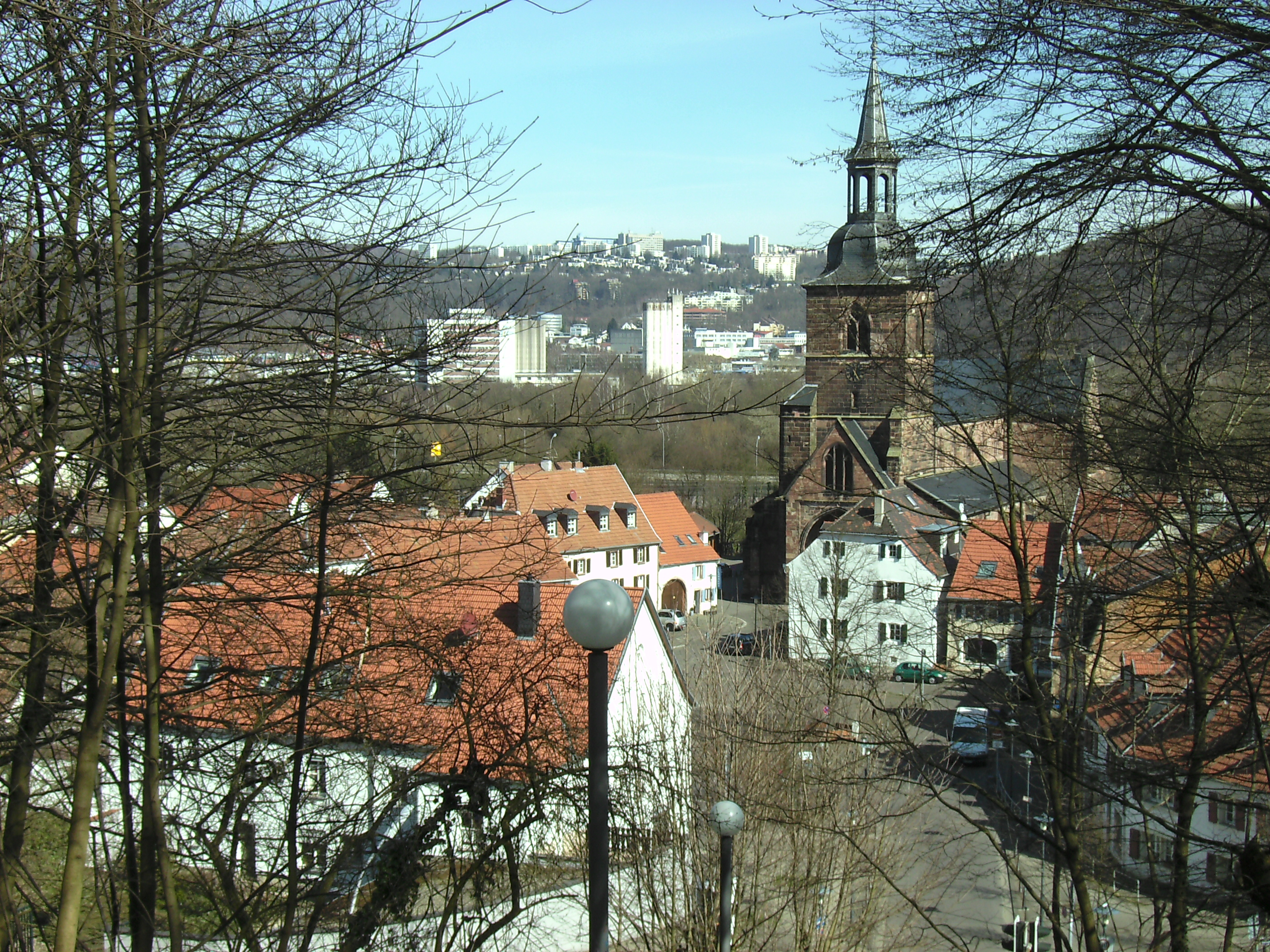
Alter Ortskern mit neuem Stadtteil Eschberg im Hintergrund

Sankt Arnual (im örtlichen Dialekt Daarle) ist ein Stadtteil von Saarbrücken. Bis 1897 war Sankt Arnual eine eigenständige Gemeinde.

## Geschichte
Einst war hier Siedlungsgebiet der Mediomatriker. In spätrömischer Zeit bestand am gegenüberliegenden Saarufer (am Fuße des Halbergs) eine römische Garnison (Kastell Saarbrücken) und an der Stelle des heutigen St. Arnualer Marktes eine gallo-römische Siedlung.
Auf den Ruinen dieser Siedlung entstand das Dorf Merkingen, das angeblich der Merowingerkönig Theudebert II. um 600 dem Metzer Bischof Arnual (auch Arnoald) schenkte. Die Urkunde des Metzer Bischofs Adventius darüber aus dem Jahr 857 (der Beginn seines Episkopats wird in das Jahr 858 datiert) ist nicht im Original erhalten, sondern nur in französischsprachigen Zusammenfassungen des 18. Jahrhunderts. Bischof Arnual gründete um 600 ein erfolgreiches Missionszentrum und ist wahrscheinlich auch hier bestattet. Fünf verschiedene Kirchen waren im Mittelalter Vorläufer der heutigen Stiftskirche. Archäologische Grabungen in den 1990er Jahren haben eine bedeutende merowingische Grabstätte in der Vierung der Stiftskirche bestätigt. Bald wurde Arnual als Heiliger verehrt, und Merkingen wurde in Sankt Arnual umbenannt.
An der Grablege entstand durch Schenkungen im Laufe des Mittelalters ein Augustiner-Chorherren-Stift, das Stift St. Arnual.
Im Jahre 1897 wurde das Dorf St. Arnual durch Eingemeindung mit Saarbrücken vereinigt. In St. Arnual befand sich der erste Flughafen von Saarbrücken, der 1955 vom neuen Flughafen in Saarbrücken-Ensheim abgelöst wurde.

## Bevölkerung
Am 31. Dezember 2005 wohnten hier 9179 Personen. Am 31. Dezember 2020 waren es 9339 Einwohner.

## Sehenswertes

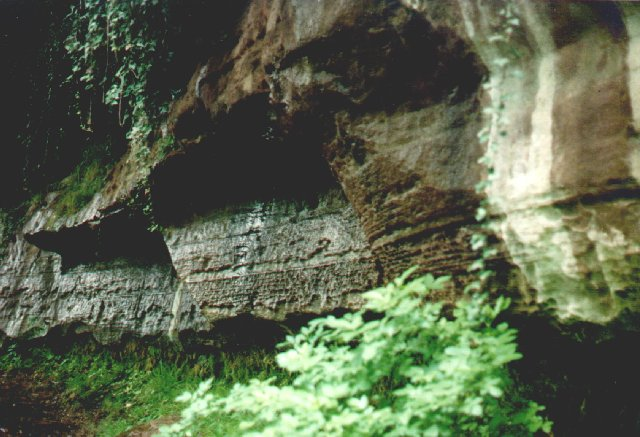
Felsenwege St. Arnual

- Stiftskirche (ev.) mit dem Grabmal von Elisabeth von Lothringen und den Grafen von Nassau-Saarbrücken.
- Christkönig-Kirche (kath.)
- Museum Sankt Arnual
- Felsenwege entlang der Saar
- Keltenstein (→ Kelten)
- Maltitz-Pavillon
- Tabaksweiher

## Trivia
Mundartlich wird Sankt Arnual „Daa(r)le“ genannt. Entgegen der verbreiteten Annahme, die Bezeichnung rühre von „Daal“ (Tal) her, entstand „Daa(r)le“ aus einer Verballhornung von Sankt Arnual. „Sankt“ wurde (wie bei „Dingmert“ – St. Ingbert) umgangssprachlich zu t bzw. d verkürzt, „Arnual“ zu „Aarle“.